# Giuseppe Longhi (religioso)
Fra Giuseppe Longhi, nome italianizzato di fraa Giusepp Lôngh (IPA /fra: ʤy'zɛ̆p lu:ŋk/), venerato anche col nome di fr. Joseph (IPA /fra'jɔzef/) e fraa Zèpp o fraa Asepp (Dolzago, 13 maggio 1694 – Canzo, 17 gennaio 1756), è stato un francescano italiano conventuale del Convento di Canzo, in Brianza.
È venerato col titolo di Servo di Dio.

## Biografia
Fra Giuseppe Longhi nacque a Dolzago, in Brianza, il 13 maggio 1694, da Giacomo e Cecilia Ripamonti. Quarto di una lunga serie di fratelli, era ancora un bambino quando la famiglia si trasferì nel vicino paese di Ello. Fu seguito e diretto dal parroco don Giovanni Antonio Fiorono. Molto religioso, maturò presto la vocazione religiosa. Fu accolto tra i Frati Minori Conventuali di Canzo, paese posto all'estremità nord del Lago del Segrino, tra una catena di monti, l'ultimo paese dell'Alta Brianza. Il convento era dedicato da più di un secolo a san Francesco e risaliva, con altra dedicazione, cioè a Santa Maria e San Miro, agli ultimi decenni del 1300.
Fra Giuseppe percorse le vie ardue della perfezione, distinguendosi in modo particolare per la continua preghiera e l'austera penitenza. Il Signore lo favorì di grazie per cui alle sue preghiere ricorrevano in molti. Testimoni privilegiati di tale silenzioso apostolato furono il parroco ed il medico del paese. Nella chiesa del suo convento, come apprendiamo dalle cronache, nel 1722 furono intrapresi lavori di consolidamento dell'abside e del campanile, mentre nel 1748 furono creati cinque altari ancora oggi visibili.
La santa morte del servo di Dio avvenne il 17 gennaio 1756. Il popolo lo acclamò santo e la sua tomba divenne meta di pellegrinaggi devoti. In particolare le mamme portavano i figli a muovere i primi passi sulla sua tomba. Purtroppo la presenza dei frati a Canzo finì intorno al 1778, ma le visite al suo sepolcro durarono anche dopo la soppressione del convento.
Era zio di secondo grado dell'omonimo calcografo monzese Giuseppe (Maria) Longhi.

## Galleria d'immagini

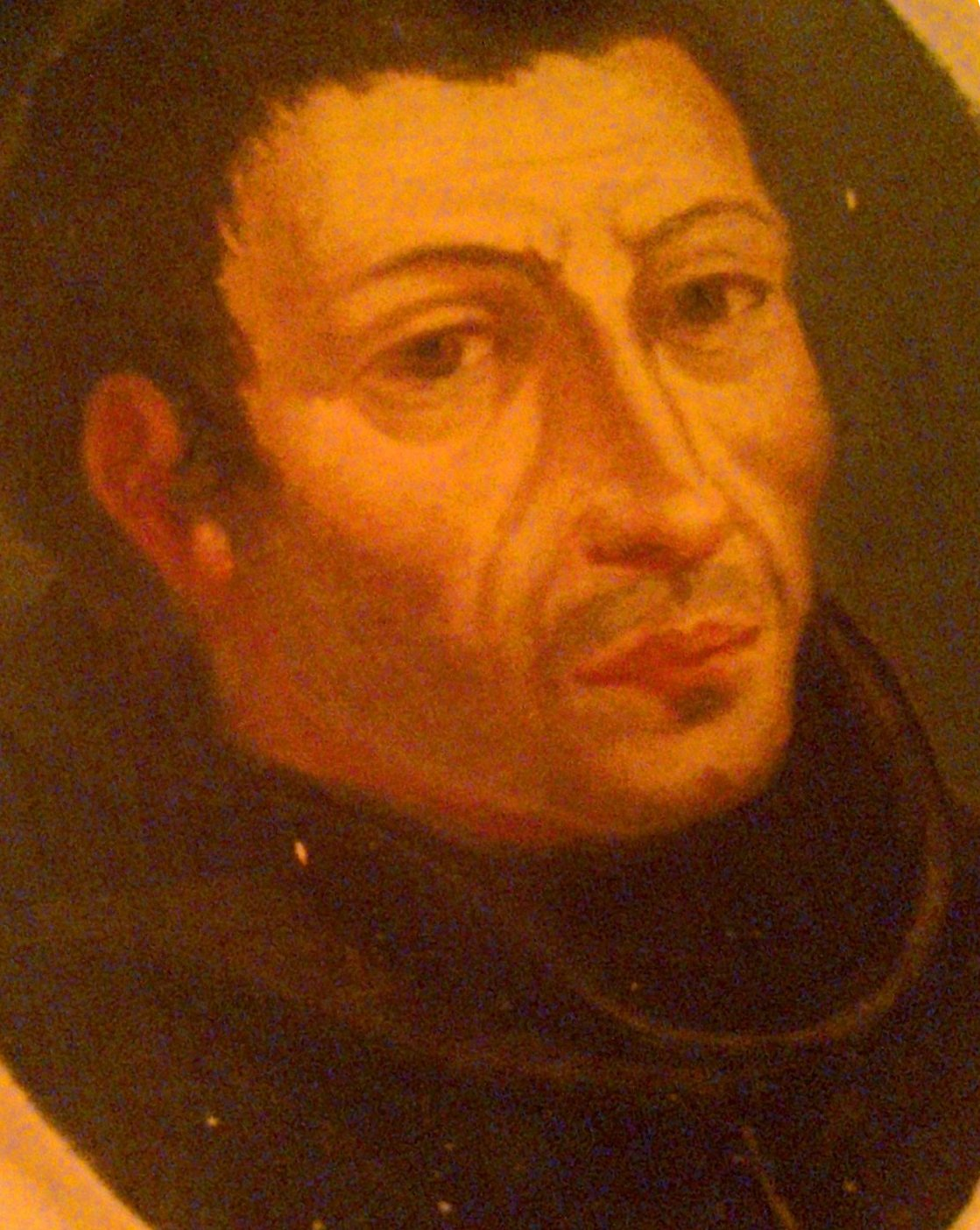
Immagine del busto (Ex convento Ofmc, Canzo).
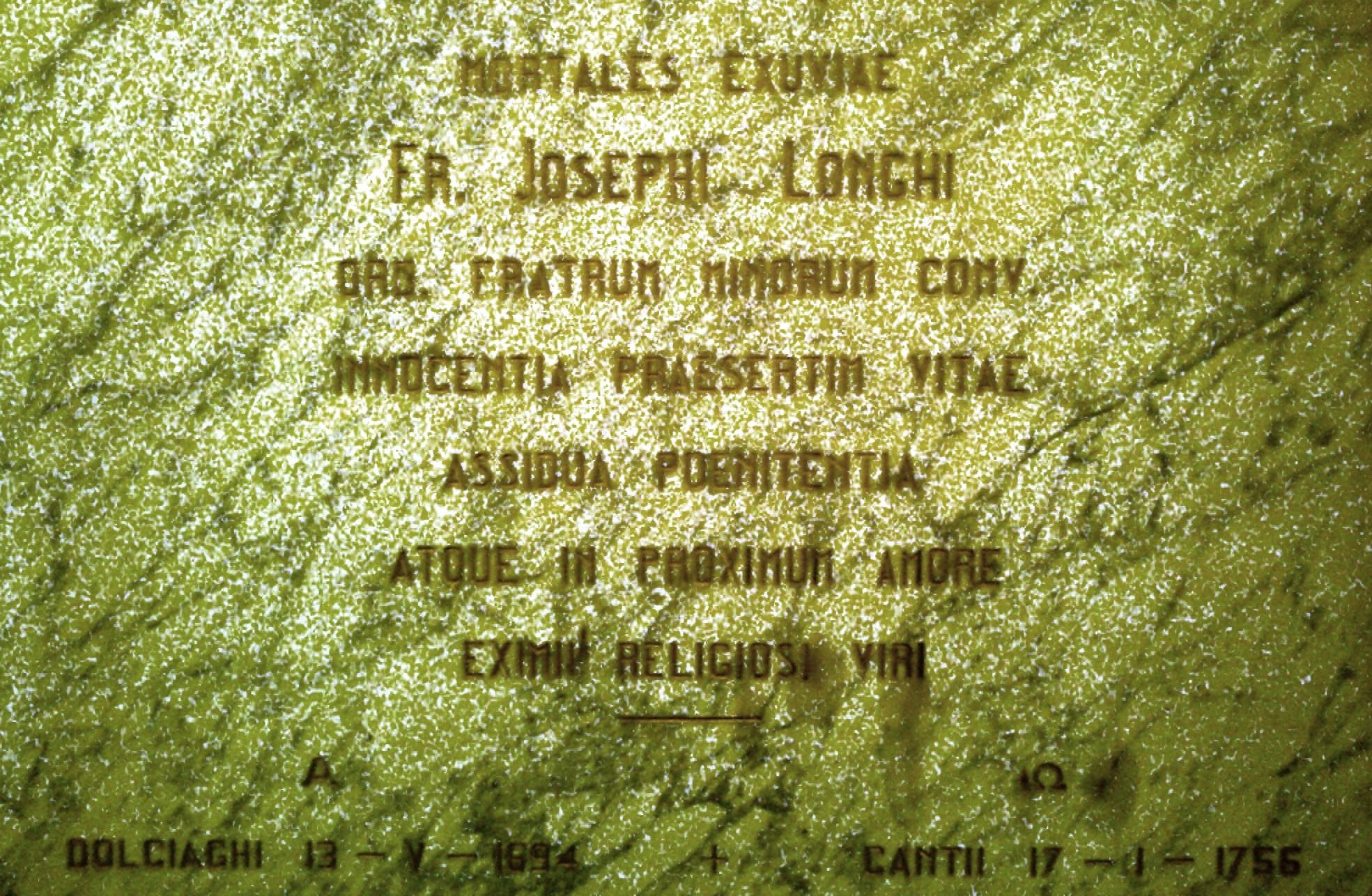
Lapide tombale (Ex convento Ofmc, Canzo).